# Uruma
Uruma (うるま市 Uruma-shi?) es una ciudad en la prefectura de Okinawa, Japón.
Fue formada el 1 de abril de 2005, de la fusión de las antiguas ciudades de Gushikawa y Ishikawa, y las ciudades de Katsuren y Yonashiro, ambos del distrito de Nakagami.
El nombre de la ciudad proviene de un nombre arcaico alternativo para Okinawa en okinawense, lo que significa coral (uru) + isla (ma).

## Historia
El 30 de junio de 1959, un avión se estrella contra la escuela primaria de Miyamori, ocasionando 17 muertes y más de 200 heridos.

## Geografía
Se encuentra cerca del centro de la isla de Okinawa, mirando hacia el este. Consiste en la Península de Yokatsu y las ocho islas de las Islas Yokatsu.

## Bases militares de Estados Unidos
- Camp Courtney
- Camp McTureous
- White Beach

## Residentes famosos de Uruma
- Finger 5, grupo musical
- HY, banda
- Manami Higa, actriz
- Seijin Noborikawa, cantante
- Takashi Chinen, gimnasta
- Takato Toguchi, boxeador